# Morning Musume Otomegumi
Morning Musume Otomegumi a fost o trupă de J-pop formată în anul 2003.

## Membri
- Kaori Iida
- Rika Ishikawa
- Nozomi Tsuji
- Makoto Ogawa
- Sayumi Michishige
- Miki Fujimoto
- Reina Tanaka

## Discografie

### Singles-uri
- Ai no Sono (Touch My Heart!)
- Yujo (Kokoro no Busu ni wa Naranee!)